# Glossosoma nigroroseum
Glossosoma nigroroseum är en nattsländeart som beskrevs av Schmid 1971. Glossosoma nigroroseum ingår i släktet Glossosoma och familjen stenhusnattsländor. Inga underarter finns listade i Catalogue of Life.